# Campeonato Femenino de la UEFA de 1997
El Campeonato Femenino de la UEFA de 1997 fue la séptima edición del máximo torneo de selecciones femeninas de fútbol en Europa, organizado por la UEFA. Se disputó entre el 29 de junio y el 12 de julio de 1997 en Noruega y Suecia.

## Sedes

### Noruega
| Lillestrøm     | Moss           | Oslo             |
| -------------- | -------------- | ---------------- |
| Åråsen Stadion | Melløs Stadion | Ullevaal Stadion |
| Aforo: 12 234  | Aforo: 10 000  | Aforo: 25 272    |
|                |                |                  |

### Suecia
| Karlskoga     | Karlstad      |
| ------------- | ------------- |
| Nobelstadion  | Tingvalla IP  |
| Aforo: 10 000 | Aforo: 10 000 |
|               |               |

## Formato de competición
Una vez clasificados ocho equipos nacionales, siete a través de un sistema de grupos clasificatorios y Suecia y Noruega como países anfitriones, estos se distribuyen en dos grupos de cuatro equipos cada uno, el grupo A y el grupo B. Cada equipo juega un partido contra cada equipo del grupo, por lo que cada equipo disputará tres encuentros. Se clasifican para la siguiente ronda los dos primeros de cada grupo y estos se enfrentarán a los dos primeros del otro grupo en semifinales. El ganador de cada una de las semifinales irá a la final, cuyo ganador será el campeón.

## Equipos participantes
| Alemania  | 4 | Campeona en 1989, 1991, 1995 |
| Dinamarca | 3 | Semifinalista en 1984, 1993  |
| España    | 0 | Debut                        |
| Francia   | 0 | Debut                        |
| Italia    | 5 | Subcampeona en 1993          |
| Noruega   | 5 | Campeona en 1987, 1993       |
| Rusia     | 0 | Debut                        |
| Suecia    | 4 | Campeona en 1984             |

1 Negrilla indica campeón para ese año. Italica indica anfitrión para ese año.

## Primera fase

### Grupo A
| Equipo  | Pts | PJ | PG | PE | PP | GF | GC | Dif |
| ------- | --- | -- | -- | -- | -- | -- | -- | --- |
| Suecia  | 9   | 3  | 3  | 0  | 0  | 6  | 1  | 5   |
| España  | 4   | 3  | 1  | 1  | 1  | 2  | 2  | 0   |
| Francia | 4   | 3  | 1  | 1  | 1  | 4  | 5  | -1  |
| Rusia   | 0   | 3  | 0  | 0  | 3  | 2  | 6  | -4  |

| 29 de junio de 1997 | Francia    | 1:1 (0:1) | España        | Nobelstadion, Karlskoga                                   |                                                           |
| 14:00               | Roujas 50' |           | I. Parejo 14' | Asistencia: 920 espectadores Árbitra: Gitte Lyngo Nielsen | Asistencia: 920 espectadores Árbitra: Gitte Lyngo Nielsen |

| 29 de junio de 1997 | Suecia                       | 2:1 (1:0) | Rusia      | Tingvalla IP, Karlstad                                 |                                                        |
| 19:00               | Ljungberg 10' · Pohjanen 82' |           | Savina 80' | Asistencia: 3,829 espectadores Árbitra: Christine Frai | Asistencia: 3,829 espectadores Árbitra: Christine Frai |

| 2 de julio de 1997 | España | 0:1 (0:1) | Suecia      | Nobelstadion, Karlskoga                                |                                                        |
| 19:00              |        |           | Svensson 7' | Asistencia: 3,403 espectadores Árbitra: Vibeke Karlsen | Asistencia: 3,403 espectadores Árbitra: Vibeke Karlsen |

| 2 de julio de 1997 | Rusia          | 1:3 (0:1) | Francia              | Tingvalla IP, Karlstad                               |                                                      |
| 19:00              | Grigorieva 52' |           | Roujas 27', 56', 74' | Asistencia: 626 espectadores Árbitra: Cristina Gozzi | Asistencia: 626 espectadores Árbitra: Cristina Gozzi |

| 5 de julio de 1997 | Suecia                                                       | 3:0 (3:0) | Francia | Tingvalla IP, Karlstad                                 |                                                        |
| 16:00              | M. Andersson 18' (pen.) · Locatelli 22' (a.g.) · Jonsson 45' |           |         | Asistencia: 2,757 espectadores Árbitra: Vibeke Karlsen | Asistencia: 2,757 espectadores Árbitra: Vibeke Karlsen |

| 5 de julio de 1997 | Rusia | 0:1 (0:0) | España        | Nobelstadion, Karlskoga        |                                |
| 16:00              |       |           | Á. Parejo 67' | Árbitra: Regina Belksma-Konink | Árbitra: Regina Belksma-Konink |

### Grupo B
| Equipo    | Pts | PJ | PG | PE | PP | GF | GC | Dif |
| --------- | --- | -- | -- | -- | -- | -- | -- | --- |
| Italia    | 5   | 3  | 1  | 2  | 0  | 5  | 3  | 2   |
| Alemania  | 5   | 3  | 1  | 2  | 0  | 3  | 1  | 2   |
| Noruega   | 4   | 3  | 1  | 1  | 1  | 5  | 2  | 3   |
| Dinamarca | 1   | 3  | 0  | 1  | 2  | 2  | 9  | -7  |

| 30 de junio de 1997 | Alemania    | 1:1 (0:0) | Italia    | Melløs Stadion, Moss                                    |                                                         |
| 14:00               | Meinert 49' |           | Carta 71' | Asistencia: 713 espectadores Árbitra: Katriina Elovirta | Asistencia: 713 espectadores Árbitra: Katriina Elovirta |

| 30 de junio de 1997 | Dinamarca | 0:5 (0:2) | Noruega                                  | Åråsen Stadion, Lillestrøm                                    |                                                               |
| 20:00               |           |           | Pettersen 16', 18', 49', 81' · Støre 55' | Asistencia: 4,221 espectadores Árbitra: Regina Belksma-Konink | Asistencia: 4,221 espectadores Árbitra: Regina Belksma-Konink |

| 3 de julio de 1997 | Italia                  | 2:2 (0:1) | Dinamarca                  | Åråsen Stadion, Lillestrøm                       |                                                  |
| 17:30              | Morace 49' · Panico 80' |           | Terp 23' · M. Pedersen 62' | Asistencia: 538 espectadores Árbitra: Eva Ödlund | Asistencia: 538 espectadores Árbitra: Eva Ödlund |

| 3 de julio de 1997 | Noruega | 0:0 | Alemania | Melløs Stadion, Moss                                    |                                                         |
| 20:00              |         |     |          | Asistencia: 7,666 espectadores Árbitra: Nicole Petignat | Asistencia: 7,666 espectadores Árbitra: Nicole Petignat |

| 6 de julio de 1997 | Dinamarca | 0:2 (0:0) | Alemania              | Melløs Stadion, Moss                                    |                                                         |
| 14:00              |           |           | Meyer 82' · Prinz 90' | Asistencia: 520 espectadores Árbitra: Katriina Elovirta | Asistencia: 520 espectadores Árbitra: Katriina Elovirta |

| 6 de julio de 1997 | Noruega | 0:2 (0:1) | Italia           | Åråsen Stadion, Lillestrøm                         |                                                    |
| 14:00              |         |           | Morace 4', 90+2' | Asistencia: 4,067 espectadores Árbitra: Eva Ödlund | Asistencia: 4,067 espectadores Árbitra: Eva Ödlund |

## Segunda fase
|  | Semifinales                                                                 | Semifinales                                                                 |          |        | Final                                | Final                                |  |
|  | 9 de julio – Åråsen Stadion, Lillestrøm 9 de julio – Tingvalla IP, Karlstad | 9 de julio – Åråsen Stadion, Lillestrøm 9 de julio – Tingvalla IP, Karlstad |          |        | 12 de julio – Ullevaal Stadion, Oslo | 12 de julio – Ullevaal Stadion, Oslo |  |
|  |                                                                             |                                                                             |          |        |                                      |                                      |  |
|  |                                                                             |                                                                             |          |        |                                      |                                      |  |
|  | Italia                                                                      | 2                                                                           |          |        |                                      |                                      |  |
|  | Italia                                                                      | 2                                                                           |          |        |                                      |                                      |  |
|  | España                                                                      | 1                                                                           |          |        |                                      |                                      |  |
|  | España                                                                      | 1                                                                           |          | Italia | 0                                    |                                      |  |
|  |                                                                             |                                                                             |          | Italia | 0                                    |                                      |  |
|  |                                                                             |                                                                             | Alemania | 2      |                                      |                                      |  |
|  | Suecia                                                                      | 0                                                                           | Alemania | 2      |                                      |                                      |  |
|  | Suecia                                                                      | 0                                                                           |          |        |                                      |                                      |  |
|  | Alemania                                                                    | 1                                                                           |          |        |                                      |                                      |  |
|  | Alemania                                                                    | 1                                                                           |          |        |                                      |                                      |  |
|  |                                                                             |                                                                             |          |        |                                      |                                      |  |

### Semifinales
| 9 de julio de 1997 | Suecia | 0:1 (0:0) | Alemania     | Tingvalla IP, Karlstad                                  |                                                         |
| 17:30              |        | Reporte   | Wiegmann 84' | Asistencia: 4,246 espectadores Árbitra: Nicole Petignat | Asistencia: 4,246 espectadores Árbitra: Nicole Petignat |

| 9 de julio de 1997 | Italia                   | 2:1 (2:0) | España        | Åråsen Stadion, Lillestrøm                             |                                                        |
| 20:30              | Fiorini 11' · Morace 29' | Reporte   | Á. Parejo 89' | Asistencia: 7,200 espectadores Árbitra: Christine Frai | Asistencia: 7,200 espectadores Árbitra: Christine Frai |

### Final
| 12 de julio de 1997 | Italia | 0:2 (0:1) | Alemania                | Ullevaal Stadion, Oslo                                      |                                                             |
| 20:30               |        | Reporte   | Minnert 23' · Prinz 50' | Asistencia: 2,221 espectadores Árbitra: Gitte Lyngo-Nielsen | Asistencia: 2,221 espectadores Árbitra: Gitte Lyngo-Nielsen |

|                             |
| Bandera de Alemania         |
| Campeón Alemania 4.º título |

## Estadísticas

### Tabla general
| Equipo | Equipo    | Pts. | PJ | PG | PE | PP | GF | GC | Dif. | Rend. |
| ------ | --------- | ---- | -- | -- | -- | -- | -- | -- | ---- | ----- |
| 1      | Alemania  | 11   | 5  | 3  | 2  | 0  | 6  | 1  | 5    | 73,3% |
| 2      | Italia    | 8    | 5  | 2  | 2  | 1  | 7  | 6  | 1    | 53,3% |
| 3      | Suecia    | 9    | 4  | 3  | 0  | 1  | 6  | 2  | 4    | 75%   |
| 4      | España    | 4    | 4  | 1  | 1  | 2  | 3  | 4  | -1   | 33,3  |
| 5      | Noruega   | 4    | 3  | 1  | 1  | 1  | 5  | 2  | 3    | 44,4% |
| 6      | Francia   | 4    | 3  | 1  | 1  | 1  | 4  | 5  | -1   | 44,4% |
| 7      | Dinamarca | 1    | 3  | 0  | 1  | 2  | 2  | 9  | -7   | 11,1% |
| 8      | Rusia     | 0    | 3  | 0  | 0  | 3  | 2  | 6  | -4   | 0%    |

### Goleadoras
| Jugadora           | Selección | Goles |
| ------------------ | --------- | ----- |
| Carolina Morace    | Italia    | 4     |
| Marianne Pettersen | Noruega   | 4     |
| Angélique Roujas   | Francia   | 4     |
| Ángeles Parejo     | España    | 3     |
| Birgit Prinz       | Alemania  | 2     |

### Autogoles
| Jugadora       | Selección | Rival  | Autogoles |
| -------------- | --------- | ------ | --------- |
| Corinne Diacre | Francia   | Suecia | 1         |